# Halowe Mistrzostwa Europy w Lekkoatletyce 2011 – skok w dal kobiet
Skok w dal kobiet – jedna z konkurencji rozegranych podczas halowych lekkoatletycznych mistrzostw Europy w hali Palais Omnisports de Paris-Bercy w Paryżu.
Złota medalistka mistrzostw z 2009 – Estonka Ksenija Balta nie obroniła tytułu z powodu kontuzji kolana.

## Terminarz
| Data    | Godzina |            |
| ------- | ------- | ---------- |
| 5 marca | 11:30   | Eliminacje |
| 6 marca | 14:50   | Finał      |

## Rezultaty

### Eliminacje
Do eliminacji zgłoszono 21 zawodniczek. Aby awansować do finału – w którym startowało 8 zawodniczek – należało uzyskać wynik 6,60. W przypadku gdyby rezultat ten osiągnęła mniejsza liczba skoczkiń – lub żadna ze startujących – kryterium awansu były najlepsze wyniki uzyskane przez zawodniczki (q). Szwajcarka Irène Pusterla ustanowiła wynikiem 6,71 m halowy rekord swojego kraju, poprzedni (6,69 m) należał od 37 lat do Mety Antenen.
| Poz. | Zawodniczka         | Reprezentacja | #1   | #2   | #3   | Wynik | Uwagi |
| ---- | ------------------- | ------------- | ---- | ---- | ---- | ----- | ----- |
| 1.   | Julija Pidłużna     | Rosja         | 6,74 |      |      | 6,74  | Q     |
| 2.   | Irène Pusterla      | Szwajcaria    | 6,71 |      |      | 6,71  | Q     |
| 3.   | Wieranika Szutkowa  | Białoruś      | 6,67 |      |      | 6,67  | Q     |
| 4.   | Darja Kliszyna      | Rosja         | 6,65 |      |      | 6,65  | Q     |
| 5.   | Éloyse Lesueur      | Francja       | X    | 6,38 | 6,61 | 6,61  | Q     |
| 6.   | Cornelia Deiac      | Rumunia       | X    | 6,50 | 6,60 | 6,60  | Q     |
| 7.   | Naide Gomes         | Portugalia    | 6,33 | 6,46 | 6,58 | 6,58  | q     |
| 8.   | Nastassia Mironczyk | Białoruś      | 6,26 | 6,37 | 6,58 | 6,58  | q     |
| 9.   | Anna Nazarowa       | Rosja         | X    | 6,55 | 6,57 | 6,57  |       |
| 10.  | Viorica Ţigău       | Rumunia       | 6,41 | 6,56 | 6,17 | 6,56  |       |
| 11.  | Lauma Grīva         | Łotwa         | 6,53 | 6,38 | X    | 6,53  | PB    |
| 12.  | Concepción Montaner | Hiszpania     | 6,21 | 6,35 | 6,47 | 6,47  |       |
| 13.  | Kelly Proper        | Irlandia      | 6,27 | 6,29 | 6,45 | 6,45  | PB    |
| 14.  | Cristina Sandu      | Rumunia       | 6,34 | 6,44 | 6,42 | 6,44  |       |
| 15.  | Michelle Weitzel    | Niemcy        | 6,31 | 6,28 | 6,44 | 6,44  |       |
| 16.  | Renáta Medgyesová   | Słowacja      | X    | 6,09 | 6,37 | 6,37  |       |
| 17.  | Nadja Käther        | Niemcy        | X    | X    | 6,36 | 6,36  |       |
| 18.  | Nina Kolarič        | Słowenia      | X    | X    | 6,24 | 6,24  |       |
| 19.  | Jana Velďáková      | Słowacja      | 5,87 | 6,11 | X    | 6,11  |       |
| 20.  | Maria-Eleni Kafuru  | Grecja        | 5,72 | 5,57 | 5,75 | 5,75  |       |

### Finał
| Poz. | Zawodniczka         | Reprezentacja | #1   | #2   | #3   | #4   | #5   | #6   | Result | Note |
| ---- | ------------------- | ------------- | ---- | ---- | ---- | ---- | ---- | ---- | ------ | ---- |
|      | Darja Kliszyna      | Rosja         | X    | 6,61 | 6,58 | 6,73 | 6,80 | 6,64 | 6,80   |      |
|      | Naide Gomes         | Portugalia    | 6,67 | 6,63 | X    | 6,79 | 6,75 | X    | 6,79   | SB   |
|      | Julija Pidłużna     | Rosja         | 6,58 | X    | 6,54 | 6,74 | 6,75 | X    | 6,75   | PB   |
| 4    | Éloyse Lesueur      | Francja       | X    | X    | 6,59 | 6,40 | 6,44 | X    | 6,59   |      |
| 5    | Wieranika Szutkowa  | Białoruś      | 6,57 | X    | 6,53 | X    | X    | 6,56 | 6,57   |      |
| 6    | Nastassia Mironczyk | Białoruś      | 6,48 | 6,55 | X    | 6,38 | X    | 6,44 | 6,48   |      |
| 7    | Cornelia Deiac      | Rumunia       | X    | 6,45 | X    | 6,18 | 6,37 | X    | 6,45   |      |
| 8    | Irène Pusterla      | Szwajcaria    | 6,35 | 6,43 | 6,42 | X    | 6,35 | 6,11 | 6,43   |      |